# امیلیان کامینسکی
اِمیلیان کامینسکی (لهستانی: Emilian Kamiński؛ زادهٔ ۱۰ ژوئیهٔ ۱۹۵۲–۲۶ دسامبر ۲۰۲۲) بازیگر، صداپیشه و خواننده اهل لهستان بود.
از فیلم‌ها یا مجموعه‌های تلویزیونی که وی در آن‌ها نقش داشته‌است، می‌توان به ماری کوری، طایفه، حدود پروردگار، کارآگاهان جنایی، در خوشی و سختی، حوزه استحفاظی ۱۳، قسمت دوم، سال‌های شیرین، ع چون عشق، شمش‌سازان و عملیات زرادخانه اشاره نمود.